# 世界像
世界像（せかいぞう、独: Weltbild）とは、ある特定の思想的立場または一定の知識の体系にもとづいて、世界を客観的、知的にとらえた際の全体的な姿、あるいはそのとらえ方。世界地図もまた、一種の世界像である。
哲学的世界像、科学的世界像、形而上学的世界像、生物学的世界像、プトレマイオス的世界像（天動説にもとづく世界像）、コペルニクス的世界像（地動説にもとづく世界像）、宗教的世界像、…などのように用いる。類語に世界観（Weltanschauung）がある。

## 世界観との違い
世界観とは、世界の諸問題、すなわち、世界とは何なのか、どうして存在するのか、そのなかで人間はいかなる位置を占めるのか、自分に課せられた使命は何であるか、自分のできることは何であるかという問いに答えようとするものである。したがって、世界観とは、人生観や生き方と結びついた世界に対する態度およびその表明であるとみなすことができる。
それに対し、世界像とは、世界を外から眺めるような態度であり、そこでは、世界はあくまでも客観的な分析の対象である。世界像は、認識された諸事象や諸事物の一般的な関係を統一的、包括的にとらえた際の像（イメージ）のことであり、世界観が論証によって形成したり否定したりできないのに対し、世界像は絶え間ない論証にさらされており、歴史上、しばしば重大な修正が施されてきた。
こうした、知的な世界像が「気分」や「現実把握」といった情感的な基礎の上に形成されて、「理想」や「善」さらに行動の原則などの実践の指針が与えられて意志的な行動基準をともなって世界観が形成されるのである。